# 宗田好史
宗田 好史（むねた よしふみ、1956年4月18日 - ）は、都市建築学者、京都府立大学教授名誉教授。関西国際大学教授。京都大学工学博士。
静岡県浜松市生まれ。法政大学工学部建築学科、1985年同大学院修士課程修了。イタリアのピサ大学・ローマ大学大学院にて都市・地域計画学を専攻、1997年「イタリアの歴史的都市部の再生を可能にした都市政策の研究」で工学博士（京都大学）。国際連合地域開発センターを経て、1993年京都府立大学助教授、2007年准教授、2012年教授。2016年4月-2020年3月副学長・和食文化研究センター長などを歴任し、2022年定年退職、名誉教授、客員教授となる。2022年4月から関西国際大学教授、国際コミュニケーション学部長。国際記念物遺跡会議（ICOMOS）国内委員会理事、京都府農業会議専門委員、京都市景観まちづくりセンター理事、（特）京都府地球温暖化防止活動推進センター理事、（特）京町家再生研究会理事などを歴任。

## 著書
- 『にぎわいを呼ぶイタリアのまちづくり 歴史的景観の再生と商業政策』学芸出版社 2000
- 『中心市街地の創造力 暮らしの変化をとらえた再生への道』学芸出版社 2007
- 『創造都市のための観光振興 小さなビジネスを育てるまちづくり』学芸出版社 2009
- 『町家再生の論理 創造的まちづくりへの方途』学芸出版社 2009
- 『なぜイタリアの村は美しく元気なのか 市民のスロー志向に応えた農村の選択』学芸出版社 2012
- 『インバウンド再生 コロナ後への観光政策をイタリアと京都から考える』学芸出版社2020

### 共編著・監修
- 『都市に自然をとりもどす 市民参加ですすめる環境再生のまちづくり』神吉紀世子,北元敏夫,あおぞら財団,公害地域再生センター共編著 学芸出版社 2000
- 『京都観光学のススメ』井口和起,上田純一,野田浩資共著 人文書院 2005
- 『京都町家案内 京町家を、知る、訪ねる、味わう。』監修 コトコト らくたび文庫ワイド 2009

## 論文
- <宗田好史